# Seznam biskupů diecéze Adria-Rovigo
- Blah. Gallinostio nebo Gallionisto (zmíněn roku 649)
- Bono (7. či 8 . století)
- Giovanni I. (7. či 8 . století)
- Leone či Leoperto (zmíněn roku 861)
- Teodino (zmíněn roku 877)
- Paolo (Cattaneo da Lendinara?) (zmíněn roku 920)
- Giovanni II. (před rokem 938 - po roce 948)
- Gemerio či Geminio da Ravenna (zmíněn roku 952)
- Astolfo či Asolfo da Roma (před rokem 967 - po roce 992)
- Alberico (zmíněn roku 1001)
- Pietro I. (před rokem 1003 - po roce 1017)
- Benedetto (před rokem 1050 - po únoru 1055)
- Atto či Attone či Panso či Tutone da Milano (zmíněn roku 1067)
- Uberto (zmíněn roku 1071)
- Pietro II. da Foligno (před rokem 1073 - 1091)
- Giacomo I. da Firenze (1091 - 1104)
- Isacco I. (1104 - 1115)
- Pietro Michieli (1116 - ?)
- Gregorio III. (před rokem 1125 - 1138)
- Florio I. (Cattaneo da Lendinara o da Verona?) (1138 - ?)
- Gregorio II. (před prosincem 1140 - po roce 1154)
- Guiscardo (zmíněn roku 1158)
- Vitale da Milano (asi 1160 - po roce 1162)
- Gabriele (před rokem 1168 - 1179)
- Giovanni III. (zmíněn roku 1184)
- Isacco II. (před rokem 1186 - po roce 1198)
- Pietro IV. (před rokem 1203 - po roce 1207)
- Rolando Sabatino či Zabarella (před rokem 1210 - po roce 1233)
- Guglielmo d'Este (1240 - 1257)
- Florio II. (1258 - po roce 1267)
- Giacomo II. (před rokem 1270 - po roce 1274)
- Pellegrino I. (1277 - 1280)
- Ottolino, O.S.B.Cam. (říjen 1280 - 11. srpen 1284)
- Bonifacio I. (asi 1285 - po červenci 1286)
- Bonazonta či Bonaggiunta, O.P. (před 14. červnem 1288 - 10. prosince 1306)
- Giovanni IV. O.F.M. (před rokem 1308 - 1317)
- Egidio (1317 - ?)
- Salione Buzzacarino (před 8. červencem 1318 - 29. srpna 1327)
- Esuperanzio Lambertazzi (22. listopad 1327 - 11. říjen 1329)
- Benvenuto, O.P. (20. říjen 1329 - 1348)
- Blah. Aldobrandino d'Este (19. března 1348 - 18. leden 1353)
- Giovanni da Siena, O.F.M.Conv. (18. leden 1353 - ?)
- Antonio Contarini (srpen 1384 - asi 1386)
  - Rolandino (zmíněn roku 1390) (antibiskup?)
- Ugo Roberti (1. září 1386 - 7. květen 1392)
- Giovanni Enselmini (26. srpen 1392 - 1404)
- Giacomo Bertucci degli Obizzi (11. září 1404 - po 19. červenci 1440)
  - Mainardino (1409 - 1410) (antibiskup zvolený antipapežem Alexandrem V.)
- Giovanni degli Obizzi (asi 1442 - 10. červenec 1444)
- Bartolomeo Roverella (15. červenec 1444 - 26. září 1445)
- Giacomo degli Oratori (26. září 1445 - 20. prosinec 1446)
- Biagio Novelli (či Novello) (23. ledna 1447 - září 1465)
- Tito Novelli (či Novello) (18. září 1465 - 1487)
- Nicolò Maria d'Este (31. květen 1487 - 5. srpen 1507)
- Beltrame Costabili (27. srpen 1507 - 1519)
  - Francesco Pisani (1519 - 1519) (apoštolský administrátor)
- Ercole Rangoni (15. červen 1519 - 12. září 1520)
  - Ercole Rangoni (12. září 1520 - 27. květen 1524) (apoštolský administrátor)
- Giambattista Bragadin (27. květen 1524 - 23. květen 1528)
  - Giovanni Domenico De Cupis (31. srpen 1528 - 10. prosinec 1553) (apoštolský administrátor)
  - Sebastiano Antonio Pighini (11. prosinec 1553 - 23. listopad 1554) (apoštolský administrátor)
- Giulio Canani (26. listopad 1554 - 8. únor 1591)
- Lorenzo Laureti, O.Carm. (13. únor 1591 - 1598)
- Girolamo di Porcia (7. srpen 1598 - 22. srpen 1612)
- Ludovico Sarego (17. září 1612 - 24. září 1622)
- Ubertino Papafava (10. květen 1623 - 9. říjen 1631)
- Germanico Mantica (21. únor 1633 - únor 1639)
- Giovanni Paolo Savio (19. prosinec 1639 - 27. říjen 1650)
- Giovanni Battista Brescia (6. únor 1651 - 14. říjen 1655
- Bonifacio Agliardi, C.R. (2. srpen 1656 - 1. únor 1666)
- Tommaso Retano, C.R.L. (16. březen 1667 - 1677)
- Carlo Labia, C.R. (13. září 1677 - 29. listopad 1701)
- Filippo della Torre (6. únor 1702 - 25. únor 1717)
- Antonio Vaira (12. červenec 1717 - 8. říjen 1732)
- Giovanni Soffietti, C.R.M. (19. leden 1733 - 10. září 1747)
- Pietro Maria Trevisan Suarez (20. listopad 1747 - 19. červen 1750)
- Pellegrino Ferri (16. listopad 1750 - 30. září 1757)
- Giovanni Francesco Mora, C.O. (2. říjen 1758 - 15. leden 1766)
- Arnaldo Speroni degli Alvarotti, O.S.B. (2. červen 1766 - 2. listopad 1800)
  - Sede vacante (1800-1807)
- Federico Maria Molin (24. srpen 1807 - 16. duben 1819)
- Carlo Pio Ravasi, O.S.B. (8. leden 1821 - 2. říjen 1833)
- Antonio Maria Calcagno (19. prosinec 1834 - 8. leden 1841)
- Bernardo Antonino Squarcina, O.P. (27. leden 1842 - 22. prosinec 1851)
- Giacomo Bignotti (27. září 1852 - 7. březen 1857)
- Camillo Benzon (27. září 1858 - 10. prosinec 1866)
- Pietro Colli (27. březen 1867 - 30. říjen 1868)
  - Sede vacante (1868-1871)
- Emmanuele Kaubeck (27. říjen 1871 - 31. srpen 1877)
- Giovanni Maria Berengo (31. prosinec 1877 - 12. květen 1879)
- Giuseppe Apollonio (12. květen 1879 - 25. září 1882)
- Antonio Polin (25. září 1882 - 15. květen 1908)
- Tommaso Pio Boggiani, O.P. (16. říjen 1908 - 10. leden 1912
- Anselmo Rizzi (4. červen 1913 - 19. říjen 1934)
  - Sede vacante (1934-1936)
- Guido Maria Mazzocco (12. listopad 1936 - 8. listopad 1968)
- Giovanni Mocellini (1. leden 1969 - 12. březen 1977)
- Giovanni Maria Sartori (12. březen 1977 - 7. prosinec 1987)
- Martino Gomiero (7. květen 1988 - 11. říjen 2000)
- Andrea Bruno Mazzocato (11. říjen 2000 - 3. prosinec 2003)
- Lucio Soravito De Franceschi (29. květen 2004 - 23. prosinec 2015)
- Pierantonio Pavanello (od 23. prosince 2015)